# Nowendoc
Nowendoc är en ort i Australien. Den ligger i kommunen Walcha och delstaten New South Wales, i den sydöstra delen av landet, omkring 260 kilometer norr om delstatshuvudstaden Sydney.
Runt Nowendoc är det mycket glesbefolkat, med 2 invånare per kvadratkilometer.. 
Trakten runt Nowendoc består till största delen av jordbruksmark. Genomsnittlig årsnederbörd är 1 497 millimeter. Den regnigaste månaden är februari, med i genomsnitt 277 mm nederbörd, och den torraste är oktober, med 32 mm nederbörd.